# Lisa Doorn
Lisa Doorn (* 18. Dezember 2000 in Amstelveen) ist eine niederländische Fußballspielerin, die seit dem 1. Juli 2023 Vertragsspielerin des Bundesligisten TSG 1899 Hoffenheim ist.

## Karriere

### Vereine
Doorn begann im Jahr 2008 in Zuidoostbeemster in der Provinz Noord-Holland bei der dort ansässigen Voetbalvereniging Zuidoostbeemster mit dem Fußballspielen. Im weiteren Verlauf gehörte sie der Telstar-Akademie in Alkmaar an, bevor sie von 2015 bis 2018 dem Centrum voor Topsport en Onderwijs (CTO), dem niederländischen Nachwuchsleistungszentrum in Amsterdam, angehörte. Zur Saison 2018/19 rückte sie in die erste Mannschaft von Ajax Amsterdam auf. In ihrer Premierensaison im Seniorinnenbereich bestritt sie neun Punktspiele in der Eredivisie, die höchste Spielklasse im niederländischen Frauenfußball. Ihr Debüt erfolgte am 30. September 2018 (4. Spieltag) beim 2:0-Sieg im Heimspiel gegen AZ Alkmaar als Einwechselspielerin in der 88. Minute. Des Weiteren bestritt sie vier Spiele in der Meisterschaftsrunde, an der die fünf bestplatzierten Mannschaften aus der regulären Saison teilnahmen. Bis zum Saisonende 2022/23 kam sie ausschließlich für diesen Verein in 71 Punkt-, 14 nationalen und sechs internationalen Pokalspielen (Champions League 2020/21 sowie Erste und Zweite Runde der Champions-League-Qualifikation 2022/23) zum Einsatz. Nach Platz 3, 2, 3 und 2 in der Eredivisie gewann sie am Ende ihrer letzten Saison die Meisterschaft, in der sie sich mit ihrer Mannschaft gegen die Dauerrivalen PSV Eindhoven (wie im Pokalendspiel am 18. April 2022 mit 2:1) und/oder FC Twente Enschede hatte durchsetzen können.
Zur Saison 2023/24 wurde sie von der TSG 1899 Hoffenheim verpflichtet und mit einem bis zum 30. Juni 2025 datierten Vertrag gebunden. Ihr Pflichtspieldebüt gab sie am 9. September 2023 beim 7:0-Zweitrundensieg im DFB-Pokal gegen den Drittligisten SV 67 Weinberg über 90 Minuten. Bei ihrem Bundesligadebüt zum Saisonauftakt eine Woche später, erlebte sie in einen mit 9:0 gewonnenen Heimspiel gegen den MSV Duisburg einen noch höher ausgefallenen Sieg.

### Nationalmannschaft
Doorn durchlief die Nachwuchsmannschaften des KNVB der Altersklassen U17 bis U23, für die sie 31 Länderspiele bestritt. Für die U19-Nationalmannschaft gelangen ihr in 13 Länderspielen ihre einzigen vier Länderspieltore, zwei davon im dritten Spiel der Gruppe A der Europameisterschaft 2019 in Schottland.
Sie debütierte in der A-Nationalmannschaft am 29. November 2021 im Bingoal Stadion von Den Haag im torlosen Freundschaftsspiel gegen die A-Nationalmannschaft Japans mit Einwechslung in der 46. Minute für Kika van Es.

## Erfolge
- Niederländischer Meister 2023
- Niederländischer Pokal-Sieger 2022, -Finalist 2023